# Lazský potok
Der Lazský potok, auch Stará voda (deutsch Altwasser,  auch Wiesenbach) ist ein linker Nebenfluss der Oder in Tschechien.

## Verlauf
Der Lazský potok entspringt dreieinhalb Kilometer nordwestlich von  Podlesí an Nordosthang der Červená hora (Rothenberg) im Niederen Gesenke. Auf seinem  nach Süden führenden Lauf fließt der Bach nach knapp drei Kilometern  auf den Truppenübungsplatz Libavá, wo sich in seinem seichten Tal die Wüstung Stará Voda befindet.
Nach der Einmündung des Anenský potok ändert der Bach seine Richtung nach Osten und durchfließt am südlichen Fuße der Kamenná (Steinberg) die Wüstung Vojnovice, wo er in die Oder mündet. Der Lazský potok hat eine Länge von 8,8 Kilometern, davon befinden sich 6,05 Kilometer auf dem Truppenübungsplatz.

## Zuflüsse
- Anenský potok (r), oberhalb Vojnovice